# Nombre primer equilibrat
En teoria de nombres, un nombre primer equilibrat és un nombre primer tal que la seva distància al següent nombre primer és igual a la distància a l'anterior nombre primer. Això equival a dir que un nombre primer equilibrat és aquell que correspon a la mitjana del següent i l'anterior primers. Expressat algebraicament, un nombre primer {\displaystyle p_{n}} és equilibrat si
{\displaystyle p_{n}={{p_{n-1}+p_{n+1}} \over 2}.}
Per exemple, 53 és el setzè nombre primer, i els quinzè i dissetè nombres primers, 47 i 59, sumen 106, la meitat del qual és 53. Per tant, 53 és un nombre primer equilibrat.

## Exemples
Els primers nombres primers equilibrats són
5, 53, 157, 173, 211, 257, 263, 373, 563, 593, 607, 653, 733, 947, 977, 1103 (successió A006562 a l'OEIS).

## Infinitat
Està conjecturat que existeixen infinits nombres primers equilibrats.
Tres nombres primers consecutius en una progressió aritmètica també s'anomenen un CPAP-3 (per les inicials en anglès). Un nombre primer equilibrat és per definició el segon primer en un CPAP-3. A 2014, el CPAP-3 més gran que es coneix té 10546 dígits, va ser trobat per David Broadhurst, i és:
{\displaystyle p_{n}=1213266377\times 2^{35000}+2429,\quad p_{n-1}=p_{n}-2430,\quad p_{n+1}=p_{n}+2430.}
El valor de n (la seva posició en la seqüència de nombres primers) encara no es coneix.

## Generalització
El concepte de nombres primers equilibrats es pot generalitzar als nombres primers equilibrats d'ordre n. Un nombre primer equilibrat d'ordre n és un nombre primer que és igual a la mitjana aritmètica dels n primers més propers, tant superiors com inferiors. Algebraicament, donat un nombre primer {\displaystyle p_{k}}, on k és el seu índex en el conjunt de nombres primers,
{\displaystyle p_{k}={\sum _{i=1}^{n}({p_{k-i}+p_{k+i})} \over 2n}.}
Així doncs, un primer equilibrat ordinari és un primer equilibrat d'ordre 1. Les seqüències de nombres primers equilibrats d'ordres 2, 3, i 4 venen donats per (successió A082077 a l'OEIS), (successió A082078 a l'OEIS), i (successió A082079 a l'OEIS) respectivament.